# Sushil Kumar
Sushil Kumar, född den 26 maj 1983 i Baprola, Indien, är en indisk brottare som tog OS-brons i lättviktsbrottning i fristilsklassen 2008 i Peking. 

### Fotnoter
1. ↑  ”Biografi: Sushil Kumar”. Peking-OS:s officiella hemsida. Arkiverad från originalet den 23 augusti 2008. https://web.archive.org/web/20080823151417/http://results.beijing2008.cn/WRM/ENG/BIO/Athlete/5/205935.shtml. Läst 20 augusti 2008.